# Kottelatlimia hipporhynchos
Kottelatlimia hipporhynchos és una espècie de peix de la família dels cobítids i de l'ordre dels cipriniformes.

## Morfologia
- Els mascles poden assolir 5,2 cm de llargària total.
- Nombre de vèrtebres: 34-36.[1][2]

## Hàbitat
Viu en zones de clima tropical.

## Distribució geogràfica
Es troba a Borneo (Malàisia).